# NGC 302
NGC 302 è una stella di magnitudine 16,6 situata nella costellazione della Balena.
Diverse stelle sono state suggerite per NGC 302 in varie epoche, ma poiché si suppone che il catalogo NGC contenga ammassi, nebulose e galassie, l'identificazione esatta della stella non ha importanza. L'immagine dello studio SDSS mostra la posizione di NGC 302 alle coordinate indicate sul database NASA/IPAC.

## Scoperta
La stella è stata scoperta nel 1886 da Frank Muller.

## Vedi anche
- Catalogo NGC completo - 1-999